# Horizonte FC
Horizonte FC is een Braziliaans voetbalclub uit Horizonte, in de deelstaat Ceará. 

## Geschiedenis
De club werd in 2004 opgericht. In 2007 werden ze kampioen van de tweede klasse van het Campeonato Cearense en promoveerde zo naar de hoogste klasse. Het eerste seizoen verliep goed en over de twee toernooien bekeken haalde de club het meeste punten maar de staatskampioenschappen worden steeds via eindrondes beslecht. Hier haalde de club de finale van het tweede toernooi, waar ze verloren van Fortaleza. Door de goede notering mocht de club deelnemen aan de Série C, maar eindigde daar laatste in zijn groep. 
Na een middelmatig volgend seizoen plaatste de club zich in 2010 twee keer voor de tweede fase, maar kon daar niet doorzetten. Dat jaar speelde de club wel om het Campeonato do Interior, waar de grote clubs uit Fortaleza niet aan mogen deelnemen. Hier gaf de club Guarany de Sobral twee keer een veeg uit de pan. Twee jaar later won de club opnieuw deze titel. In 2013 en 2014 kon de club zich al niet meer plaatsen voor de eindronde en in 2015 degradeerde de club, maar kon na één seizoen wel terugkeren.